# Барзеју (Горж)
Барзеју (рум. Bârzeiu) насеље је у Румунији у округу Горж у општини Берлешти. Oпштина се налази на надморској висини од 309 m.

## Становништво
Према подацима из 2002. године у насељу је живело 200 становника, од којих су сви румунске националности.